# Mydaea euspilaroides
Mydaea euspilaroides är en tvåvingeart som beskrevs av Fritz Isidore van Emden 1965. Mydaea euspilaroides ingår i släktet Mydaea och familjen husflugor.
Artens utbredningsområde är Myanmar. Inga underarter finns listade i Catalogue of Life.